# الکترو (موسیقی)
الکترو (به انگلیسی: Electro) (همچنین نامی مختصر برای الکتروفانک یا الکترو-بوگی) یک سبک از موسیقی رقص الکترونیک است که به صورت مستقیم تحت تأثیر استفاده از ماشین درام رولند تی‌آر-۸۰۸ و صداسازی فانک است. قطعات این سبک به‌طور معمول شامل استفاده از ماشین درام و صداهای سنگین الکترونیک، عموماً بدون صدای خواننده، و در غیر این صورت، دارای وکال‌های بی‌روح و بی‌احساسی هستند که از طریق عبور صدای خواننده از میان دستگاه‌های پردازش صدا مانند ووکودر و تاک‌باکس تولید می‌شوند. این مهم‌ترین وجه تمایز موسیقی الکترو از سبک‌های برجستهٔ دیگری همچون دیسکو است که در آن‌ها صداهای الکترونیک تنها بخشی از سازبندی موسیقی بودند.